# 腾讯视频星光大赏
腾讯视频星光大赏，是中国视频网站腾讯视频自2016年起举办的综合颁奖礼，一般于每年12月举办，前身为2012年停办、曾举办六届的腾讯网星光大典。

## 历届简介
| 年份   | 举办日期       | 举办地点 | 主持                                     | 备注                   |
| ------ | -------------- | -------- | ---------------------------------------- | ---------------------- |
| 2016年 | 2016年12月10日 | 北京     | 阿雅、宥鸣、李川、郭涛、正龙             | 由Vivo X9冠名          |
| 2017年 | 2017年12月3日  | 北京     | 华少、孟盛楠、宥鸣、钟祺                 |                        |
| 2018年 | 2018年12月18日 | 北京     | 宥鸣、郭涛                               | 更名“腾讯视频星光盛典” |
| 2019年 | 2019年12月28日 | 北京     | 李晨、谢楠、马薇薇、徐正溪、宥鸣、麦同学 |                        |
| 2020年 | 2020年12月20日 | 南京     | 林海、瑶淼、宥鸣、郭涛                   |                        |
| 2023年 | 2023年12月17日 | 澳門     | 杜海涛、张纯烨                           |                        |
| 2024年 | 2025年1月4日   | 澳門     | 杜海涛、吴昕、金靖、张纯烨               |                        |

## 得奖名单

### 2016年[2]
- VIP之星
  - 李易峰

- 明星
  - 青春大势艺人：吴倩、邓伦 
  - 年度大势女团：SNH48 
  - 年度大势男团：X玖少年团
  - 年度潜力艺人：秦俊杰 
  - 年度飞跃艺人：吴磊 
  - 亚洲全能艺人：鹿晗

- 剧集
  - 年度惊喜网剧：《我的奇妙男友》、《陈二狗的妖孽人生》、《一起同过窗》、《小戏骨之白蛇传》 
  - VIP 挚爱经典电视剧：《新白娘子传奇》 
  - 年度新锐电视剧女演员：鞠婧祎 
  - 年度新锐电视剧男演员：徐海乔
  - 年度大势电视剧女演员：王子文 
  - 年度大势电视剧男演员：张若昀 
  - 最具实力电视剧男演员：王凯 
  - 最具实力电视剧女演员：刘涛 
  - 最受欢迎电视剧女演员：赵丽颖 
  - 最受欢迎电视剧男演员：李易峰 
  - 电视剧VIP尊贵选择：《青云志》 
  - 年度最具品质网络剧：《如果蜗牛有爱情》 
  - 年度最佳电视剧：《欢乐颂》
  - 年度最佳电视剧制片人：侯鸿亮

- 电影
  - 年度新锐电影演员：任素汐 
  - 最佳电影角色塑造男演员：张译 
  - 最佳电影角色塑造女演员：周冬雨 
  - 最受欢迎电影男演员：井柏然 
  - 最受欢迎电影女演员：范冰冰 
  - 年度最佳电影导演：管虎 
  - 电影VIP尊贵选择：《寒战2》 
  - 年度最佳电影：《我不是潘金莲》

- 音乐
  - 年度大势女歌手：张靓颖 
  - 年度大势男歌手：黄子韬

- 综艺
  - 年度网络综艺：《拜托了冰箱》 
  - 年度综艺之星：王嘉尔 
  - 综艺年度突破艺人：陈赫 
  - 年度最受欢迎女MC：谢娜 
  - 年度最受欢迎男MC ：何炅 
  - 年度综艺节目：《奔跑吧兄弟》

### 2017年
- VIP之星
  - 杨幂、杨洋
- 明星
  - 年度影响力人物：范冰冰
  - 年度公益人物：黄晓明
  - 年度全能艺人：唐嫣
  - Doki年度大势艺人：吴磊
  - 年度品质演员：张一山
  - 年度青春大势艺人：关晓彤
  - 年度新锐艺人：熊梓淇、宋威龙、李艺彤、宋祖儿
- 剧集
  - 年度电视剧男演员：靳东
  - 年度电视剧女演员：赵丽颖
  - 年度最具人气电视剧演员：林更新
  - 年度最具人气电视剧演员：迪丽热巴
  - 年度电视剧角色：吴刚《人民的名义》
  - 年度口碑电视剧演员：雷佳音
  - 年度突破电视剧演员：李佳航、吴倩
  - 年度潜力电视剧男演员：胡一天、邢昭林、李宏毅
  - 年度潜力电视剧女演员：蔡文静、李玉洁、白鹿
  - 年度网台剧：《那年花开月正圆》
  - 年度网剧：《鬼吹灯之精绝古城》
  - VIP挚爱经典电视剧：《乡村爱情》系列
  - 年度十大观众选择剧：《择天记》、《楚乔传》、《欢乐颂2》、《三生三世十里桃花》、《我的前半生》、《人民的名义》、《双世宠妃》、《黄皮子坟》、《无心法师2》、《使徒行者2》
  - 年度电影演员：黄渤、周冬雨
  - 年度突破电影演员：张翰
  - 年度新锐电影导演：周全
  - 年度新锐电影演员：徐璐
  - 年度电影：《战狼2》
  - 年度网络电影：《魔游记》系列
  - VIP挚爱经典电影：《大话西游》系列
- 音乐
  - VIP年度歌手：华晨宇
  - 年度男歌手：李荣浩
  - 年度女歌手：周笔畅
  - 年度专辑：张艺兴《SHEEP》
  - 年度突破歌手：王嘉尔
  - 年度音乐新势力：毛不易
- 综艺
  - 年度综艺之星：杨幂、华晨宇
  - 年度MC：马东
  - 年度综艺新秀：李诞、池子
  - 年度网综：《明日之子》
  - 年度网台综艺：《中餐厅》

### 2018年[3]
- VIP之星
  - Angelababy、杨洋
- 明星
  - 年度影响力人物：周迅
  - 年度全能艺人：李宇春
  - Doki年度人气王：肖战
  - Doki年度新势力：许凯
  - Doki年度号召力新秀：敖子逸
  - 年度人气团体：ONER
- 剧集
  - 年度电视剧男演员：王凯
  - 年度电视剧女演员：杨幂
  - 年度最具人气电视剧男演员：邓伦
  - 年度最具人气电视剧女演员：杨紫
  - 年度品质电视剧演员：王劲松
  - 年度口碑电视剧演员：白宇、江疏影
  - 年度飞跃电视剧演员：吴磊、李沁
  - 年度突破电视剧男演员：徐正曦
  - 年度突破电视剧女演员：何泓姗
  - 年度潜力电视剧演员：曾舜晞、侯明昊
  - 年度网台剧：《扶摇》
  - 年度网剧：《如懿传》
  - 年度十大观众选择剧：《独孤天下》、《忽而今夏》、《结爱》、《沙海》、《香蜜沉沉烬如霜》、《斗破苍穹》、《正阳门下小女人》、《双世宠妃2》、《你和我的倾城时光》、《大江大河》
- 电影
  - 年度电影男演员：徐峥
  - 年度电影女演员：章子怡
  - 年度人气电影男演员：邓超
  - 年度人气电影女演员：周冬雨
  - 年度电影：《我不是药神》
  - 年度网络电影：《罪途》
  - VIP挚爱经典电影：《红海行动》
- 音乐
  - 年度男歌手：毛不易
  - 年度女歌手：周笔畅
  - 年度团体：火箭少女101
  - 年度最受欢迎音乐MV：火箭少女101《light》
  - 年度在线演唱会：TFBOYS
- 动漫
  - 年度国漫：《斗罗大陆》
  - 年度口碑国漫：《魔道祖师》
  - 年度人气国漫虚拟角色：魏无羡《魔道祖师》
  - 年度人气国漫配音演员：阿杰
- 综艺
  - 年度节目：《创造101》
  - 年度口碑节目：《超新星全运会》《我就是演员》《幸福三重奏》《奇遇人生》《一本好书》
  - 年度节目口碑之星：赵立新
  - 年度节目新锐之星：杨超越

### 2019年
- VIP之星
  - 赵丽颖、杨洋、杨幂、迪丽热巴、肖战、王一博
- 明星
  - 年度影响力艺人：吴亦凡
  - 年度全能艺人：鹿晗
  - 年度号召力艺人：蔡徐坤
  - 年度青春大势艺人：宋祖儿、林一
  - 年度风尚人物：宋茜、许魏洲、许凯
  - 年度品质艺人：李现
  - 年度最具商业价值艺人：赵丽颖
  - 年度偶像：王一博
  - Doki年度人气王：肖战
  - Doki年度新势力：何洛洛、汪卓成
- 剧集
  - 年度电视剧演员：杨洋、姚晨
  - 年度人气电视剧演员：肖战、王一博
  - 年度品质电视剧演员：张若昀、江疏影
  - 年度突破电视剧演员：陈钰琪、高伟光、金瀚
  - 年度潜力电视剧演员：李庚希、刘海宽、万鹏、余承恩、祝绪丹、翟子路
  - 年度电视剧制片人：杨晓培
  - 年度电视剧导演：费振翔
  - 年度网台剧：《都挺好》
  - 年度网剧：《陈情令》
  - 年度十大观众选择剧：知否知否应是绿肥红瘦、怒晴湘西、倚天屠龙记、小欢喜、致我们暖暖的小时光、亲爱的热爱的、没有秘密的你、全职高手、老酒馆、庆余年、外交风云、陆战之王
- 电影
  - 年度电影演员：张涵予
  - 年度人气电影演员：哪吒
  - 年度突破电影演员：白宇
  - 年度飞跃电影演员：陈飞宇
  - 年度电影：《哪吒之魔童降世》
  - 年度电影制作人：于冬
  - 年度电影导演：刘伟强
  - 年度电影歌曲：张碧晨《今夜我与自己流浪》
  - 年度网络电影演员：宋晓峰
  - 年度网络电影：《特种兵归来》系列
- 音乐
  - 年度歌手：毛不易
  - 年度男团：R1SE
  - 年度女团：火箭少女101
  - 年度音乐新势力：张钰琪
- 动漫
  - 年度国漫：《斗罗大陆 精英赛》
  - 年度虚拟人物：蓝忘机《魔道祖师》
- 综艺
  - 年度节目之星：黄晓明
  - 年度节目新锐之星：周震南
  - 年度节目：《明日之子水晶时代》
  - 年度口碑节目：《演员请就位》
  - 年度人气节目：《创造营2019》
  - 年度观众选择节目：奔跑吧3、拜托了冰箱5、超新星全运会2、极限挑战5、奇遇人生2、吐槽大会3、忘不了餐厅、我和我的经纪人、我们是真正的朋友、心动的信号2、中餐厅3、早餐中国

### 2020年[4]
- VIP之星
  - 吴亦凡、赵丽颖、杨洋、杨幂、迪丽热巴、肖战、王一博、杨紫
- 明星
  - 年度影响力艺人：赵丽颖
  - 年度全能艺人：王一博
  - 年度大势艺人：陈飞宇、陈钰琪
  - 年度大势组合：时代少年团
  - 年度跨界人物：张萌
  - 年度飞跃艺人：许凯
  - 年度突破人物：宋茜
  - 年度品质艺人：李现
  - 年度最具商业价值艺人：杨幂
  - 年度全能创作人：吴亦凡
  - Doki年度新势力：丁程鑫
  - 年度演员：孙俪
- 剧集
  - 年度电视剧演员：潘粤明、江疏影
  - 年度人气电视剧演员：迪丽热巴、罗云熙
  - 年度品质电视剧演员：童瑶、高伟光
  - 年度突破电视剧演员：赵露思、毛晓彤
  - 年度潜力电视剧演员：杨超越、丁禹兮、许光汉、梁洁、祝绪丹、邢昭林
  - 年度电视剧角色：唐嫣《燕云台》
  - 年度电视剧制片人：吕超
  - 年度电视剧导演：陈正道
  - 年度编剧：张英姬《三十而已》、南镇《传闻中的陈芊芊》
  - 年度网台剧：《三十而已》
  - 年度网剧：《三生三世枕上书》
  - 海外最受欢迎内容：《传闻中的陈芊芊》
  - 年度特别贡献：《在一起》
  - 年度十大观众选择剧：安家、龙岭迷窟、传闻中的陈芊芊、我，喜欢你、你是我的命中注定、燕云台、穿越火线、锦绣南歌、清平乐、且听凤鸣
- 电影
  - 年度电影演员：张译、任素汐
  - 年度飞跃电影演员：陈立农
  - 年度电影：《八佰》
  - 年度电影导演：管虎
  - 年度网络电影演员：陈星旭、李凯馨
  - 年度网络电影：《鬼吹灯之湘西密藏》
- 音乐
  - 年度歌手：邓紫棋
  - 年度最受欢迎歌手：周深
  - 年度潜力歌手：刘宇宁
  - 年度团体：硬糖少女303
  - 年度人气乐团：气运联盟
  - 年度潜质乐团：水果星球
  - 年度音乐专辑：R1SE《曜为名》
  - 年度音乐新势力：张钰琪
- 动漫
  - 年度国漫：《斗罗大陆》
  - 年度虚拟人物：唐三《斗罗大陆》
- 综艺
  - 年度节目之星：德云男团
  - 年度节目新锐之星：李雪琴
  - 年度节目：《演员请就位2》
  - 年度口碑节目：《脱口秀大会3》
  - 年度人气节目：《明日之子乐团季》
  - 年度节目总导演：严敏
  - 年度观众选择自制综艺：创造营2020、德云斗笑社、极限挑战6、王牌对王牌5、奔跑吧4、心动的信号3、哈哈哈哈哈、令人心动的offer、拜托了冰箱6、超新星运动会

### 2023年[5]
- VIP之星
  - 迪丽热巴、倪妮、景甜、金晨、张若昀、张晚意、檀健次、王鹤棣
- 明星
  - 年度影响力艺人：黄晓明、李宇春
  - 年度全能艺人：檀健次
  - 年度号召力艺人：龚俊
  - 年度卓越艺人：吴磊
  - 年度风尚艺人：胡一天、钟楚曦
  - 年度最具海外影响力艺人：王嘉尔
  - 年度海外最受欢迎电视剧演员：赵露思、许凯
  - 年度飞跃：田曦薇
  - 年度魅力艺人：景甜、许凯
  - 年度最具商业价值艺人：迪丽热巴
  - 年度新势力艺人：王安宇
  - 年度演员：沈腾
- 剧集
  - 年度电视剧演员：于和伟、杨紫
  - 年度最受欢迎电视剧演员：赵露思、张晚意
  - 年度品质电视剧演员：倪妮、白宇
  - 年度口碑电视剧演员：刘琳、郭涛
  - 年度突破电视剧演员：孟子义、任豪
  - 年度潜力电视剧演员：王子奇、章若楠、李昀锐、王玉雯、李嘉琦
  - 年度电视剧角色：任素汐《故乡，别来无恙》、李泽锋《好事成双》、李庚希《漫长的季节》
  - 年度电视剧制片人：白一骢、杨晓培
  - 年度电视剧导演：杨磊、辛爽
  - 年度网剧：《长相思》
  - 年度十大观众选择剧：《长相思》、《好事成双》、《爱的二八定律》、《三分野》、《西出玉门》、《漫长的季节》、《昆仑神宫》、《闪耀的她》、《三体》
- 电影
  - 年度电影演员：雷佳音
  - 年度最受欢迎电影演员：王一博、金晨
  - 年度突破电影演员：文咏珊、孙阳
  - 年度品质电影演员：王传君、宁理
  - 年度潜力电影演员：李雪琴、范丞丞、张婧仪
- 音乐
  - 年度最具影响力歌手：周深
  - 年度最受欢迎歌手：汪苏泷
  - 年度品质歌手：张碧晨
  - 年度唱作人：毛不易
  - 年度组合：时代少年团
  - 年度潜力歌手：李佩玲、张郁梓、吴垚滔
- 动漫
  - 年度国漫：《斗罗大陆》
- 综艺
  - 年度节目之星：沈腾、范丞丞
  - 年度节目闪耀之星：宋茜
  - 年度节目新锐之星：孟子义、王鹤棣
  - 年度节目：《五十公里桃花坞3》
  - 年度口碑节目：《我可以47》、《毛雪汪》、《令人心动的offer (第五季)》
  - 年度人气节目：《现在就出发》
  - 年度节目总导演：池源
  - 年度观众选择自制综艺：现在就出发、五十公里桃花坞3、半熟恋人2、心动的信号6、哈哈哈哈哈3、战至巅峰2

### 2024
- VIP之星
  - 赵丽颖、宋佳、唐嫣、虞书欣、林更新、张若昀、张晚意、任嘉伦、王鹤棣、丁禹兮
- 明星
  - 年度影响力艺人：张若昀
  - 年度全能艺人：檀健次
  - 年度品质艺人：任嘉伦
  - 年度大势艺人：张凌赫
  - 年度风尚艺人：林允、陈星旭
  - 年度最具海外影响力艺人：虞书欣
  - 年度海外最具号召力艺人：王鹤棣
  - 年度瞩目艺人：田曦薇、刘宇宁
  - 年度飞跃艺人：马思纯、张新成
  - 年度突破艺人：丁禹兮
  - 年度闪耀艺人：孟子义、李昀锐
  - 年度最具商业价值艺人：迪丽热巴
  - 年度星光演员：成毅
  - 年度杰出演员：张颂文
  - 年度演员：宋佳
  - 腾讯视频年度贡献：赵丽颖
- 剧集
  - 年度电视剧演员：唐嫣、李现
  - 年度实力电视剧演员：廖凡
  - 年度最受欢迎电视剧演员：王鹤棣
  - 年度最具人气电视剧演员：虞书欣
  - 年度影响力电视剧演员：吴磊
  - 年度质感电视剧演员：白百何、张鲁一
  - 年度品质电视剧演员：张晚意
  - 年度口碑电视剧演员：童瑶、林更新
  - 年度优质电视剧演员：李沁、佟大为
  - 年度突破电视剧演员：李兰迪、任敏、王子奇、张予曦
  - 年度潜力电视剧演员：陈靖可、刘端端、王弘毅、吴佳怡、万鹏、徐若晗、祝绪丹
  - 年度电视剧角色：董勇《繁花》、冯绍峰《婚内婚外》、叶祖新《九重紫》、张瑶《锦绣安宁》
  - 年度电视剧制片人：李行、王一栩、于婉琴
  - 年度电视剧导演：费振翔
  - 年度网剧：《庆余年 (第二季)》
  - 年度十大观众选择剧：《庆余年 (第二季)》、《与凤行》、《玫瑰的故事》、《繁花》、《承欢记》、《永夜星河》、《长相思2》、《九重紫》
- 电影
  - 年度匠心电影演员：肖央
  - 年度突破电影演员：李雪琴、钟楚曦
  - 年度潜力电影演员：兰西雅、王圣迪
- 音乐
  - 年度歌手：周深
  - 年度品质歌手：张碧晨
  - 年度唱作人：毛不易
  - 年度海外潜力组合：Gen1es
  - 年度潜力歌手：唐汉霄
- 动漫
  - 年度国漫：《剑来》、《斩神之凡尘神域》
- 综艺
  - 年度节目艺能之星：大张伟
  - 年度节目人气之星：孟子义、王星越
  - 年度节目新锐之星：仁科、王子奇
  - 年度节目之星："赫丽摸宇"推理团（白宇、迪丽热巴、刘宇宁、张凌赫、周柯宇）
  - 年度节目：《喜人奇妙夜》、《脱口秀和Ta的朋友们》
  - 年度口碑节目：《五十公里桃花坞4》
  - 年度人气节目：《哈哈哈哈哈3》、《现在就出发》2》、《心动的信号7》
  - 年度节目总导演：李琳、陈智雄
  - 年度观众选择自制综艺：现在就出发2、五十公里桃花坞3、半熟恋人3、心动的信号7、哈哈哈哈哈4、毛雪汪、脱口秀和Ta的朋友们、喜人奇妙夜、开始推理吧2、喜剧大会